# ギヨーム (エヴルー伯)
エヴルー伯ギヨーム（フランス語：Guillaume, comte d'Évreux, ? - 1118年4月16日）は、ノルマン・コンクエスト後の時代の有力なノルマン人貴族。ヘイスティングズの戦いにおいてウィリアム1世と行動を共にしていたことが記録されている数少ない人物の一人である。

## 生涯
ギヨームはエヴルー伯リシャールとその妻ゴデヒルド（アデライード）の息子である。目録によると、1066年初めにエヴルー伯と呼ばれたギヨームは、その年後半に計画されたノルマン・コンクエストに80隻の船を貢献したという。しかし、ギヨームは翌年に父親の跡を継いでいるため、「ノルマン人の名前に関する限り」この目録の唯一の時系列の間違いであると思われる。ギヨームは、1066年にヘイスティングズの戦いにおいてウィリアム1世と行動を共にしたことが明らかとなっている数少ない人物の一人である。ヘイスティングズの戦いに参加したことにより、ギヨームはささやかな領地を与えられた。しかし、1066年時点ではおそらくギヨームはまだ成人していなかったため、イングランドでより有利な領地を手に入れることができなかった可能性がある。他に1066年にギヨームが若かったことを示すものとして、約40年後の1106年のティンチェブレーの戦いでヘンリー1世のために戦ったことが挙げられる。
ギヨームは1085年にサント・シュザンヌ城の包囲中に捕虜となった。1090年、ギヨームは親族のノルマンディー公ロベール2世が近隣の領主コンシュのラウル2世・ド・ドニーと私戦を仕掛け、さらに問題を引き起こした。ラウル2世は当初からの支持者の一人としてロベール2世に援助を求めたが、見返りとして得られたのは曖昧な約束だけであった。その後、ラウル2世はイングランド王ウィリアム2世のもとへ行き、ウィリアム2世は支援の求めに快く応じた。ウィリアム2世は兄ロベール2世を弱体化させる方法を探していたからである。
ギヨームが高齢になりやや衰弱したため、妻エルヴィーズがエヴルーの統治を引き継いだ。オーデリック・ヴィタリスは妻エルヴィーズについて「伯爵夫人は機知と美しさで知られていた。彼女はエヴルー全土で最も背の高い女性の一人で、高名なヌヴェール伯ギヨームの娘として非常に高貴な生まれであった」と評している。エルヴィーズは政務において頑固かつ大胆で、しばしば夫の家臣会議を無視した。エルヴィーズに対して何度も国王に苦情が申し立てられ、またエルヴィーズはエヴルーにある国王の天守を破壊し、ギヨームとエルヴィーズは二度追放された。
1114年、妻エルヴィーズが亡くなり、ノワイヨンに埋葬された。ギヨームは1118年4月16日に「脳卒中で死去し」、フォントネル修道院の父親の隣に埋葬された。ギヨームの最も近い親戚がフランス王ルイ6世の家臣アモーリー3世・ド・モンフォールであったため、ギヨームが子供を残さずに亡くなったことによりイングランド王ヘンリー1世にとって問題を引き起こした。
ギヨームとその妻エルヴィーズは、1100/14年の特許状により、トロアーンのサン＝マルタン修道院に財産を寄付した。また、サン＝テヴルール修道院長ロジェの助言を得て、夫妻はノワヨンに修道院を創建した。1108年、ギヨーム夫妻は私財を投じて神の母聖マリアに捧げる教会の創建を計画したが、追放やその他の問題により中断し、計画が完了する前に死去した。

## 家族
ギヨームはヌヴェール伯ギヨーム1世とその妃エルマンガルド・ド・トネールの娘エルヴィーズと結婚した。2人の間に子供はいなかった。